# Serrat del Senyoret
El Serrat del Senyoret és una muntanya de 318 metres que es troba entre els municipis de Castellbell i el Vilar i de Sant Vicenç de Castellet, a la comarca catalana del Bages.